# Sony Alpha DSLR-A560
Sony Alpha DSLR-A560 — цифровой однообъективный зеркальный фотоаппарат Alpha (α) компании Sony. Ориентирован на продвинутых фотолюбителей. Фактически, эта модель повторяет модель DSLR-A580, отличие лишь в разрешении сенсора и размере буфера для серийной съемки.
Поступила в продажу в октябре 2010.

## Отличия А560 отА550
- Добавлено значение ISO 100 (В А550 минимальное значение ISO 200)
- Добавлена запись Full HD видео (максимальное разрешение — 1920×1080, максимальная частота кадров видеоролика 60 кадров/с, формат — MOV, видеокодек — MPEG4 H.264;
- Добавлена функция Sweep Panorama, позволяющая делать несколько снимков и создавать из них панораму (функция камеры).
- Работает от аккумулятора чуть больше за счёт слегка пониженного энергопотребления.[3]
- Улучшено качество сборки и материалов корпуса, так же реоргенизованы элементы управления, на верхней панели камеры. Корпус камеры стал однотонно чёрного цвета. Диск выбора режимом стал больше, а автоматических режимов меньше.
- Добавлена функция подавления цифрового шума, за счет склеивания нескольких кадров.
- Новый модуль автофокуса, 15 точек (в том числе 3 крестовых датчика), против 9 (с одним крестовым датчиком) у А550
- Появилась кнопка предпростмотра ГРИП, а также добавлен предподъем зеркала.
- В режиме MF Check добавлена возможность использовать контрастный автофокус.
- Добавлена функция электронного уровня
- Сенсор Sony Exmor CMOS нового поколения, который обеспечивает более высокое качество

## Отличия А560 отА580
- Сенсор с разрешением 14,2, против сенсора с разрешением 16,2 у А580
- Максимальная длина непрерывной серии 27 снимков, против серии в 44 кадра у А580